# Vil de Matos
Vil de Matos est une ancienne paroisse civile portugaise (en portugais : freguesia) de la municipalité de Coimbra dans le district du même nom.
La loi no 11-A/2013 du 28 janvier 2013, portant réorganisation administrative du territoire des freguesias, fusionne Vil de Matos avec la paroisse voisine d'Antuzede pour former l’União das freguesias de Antuzede e Vil de Matos (dont le siège est à Antuzede).